# توم ديلي-بشيرو
توم ديلي-بشيرو (Tom Dele-Bashiru) (مواليد 17 سبتمبر 1999) هو لاعب كرة قدم محترف يلعب كلاعب خط وسط مهاجم لنادي واتفورد. يمثل ديلي-بشيرو، المولود في إنجلترا، نيجيريا دوليًا.